# Edaphus beszedesi
Edaphus beszedesi är en skalbaggsart som beskrevs av Edmund Reitter 1913. Edaphus beszedesi ingår i släktet Edaphus, och familjen kortvingar. Arten har ej påträffats i Sverige.